# Cách mạng Thắng lợi
Cách mạng Thắng lợi (tiếng Tây Ban Nha: Triunfo de la Revolución) còn gọi là Ngày Giải phóng (tiếng Tây Ban Nha: Día de la Liberación) là lễ kỷ niệm ngày chiến thắng của cuộc Cách mạng Cuba do Fidel Castro lãnh đạo năm 1959, thành lập nên chính phủ hiện tại ở Cuba. Tổng thống trước đó, Fulgencio Batista đã chạy trốn khỏi đất nước vào ngày 31 tháng 12 năm 1958. Ngày lễ này được tổ chức vào ngày 1 tháng 1 hàng năm.
Sự kiện này được đánh dấu bằng các cuộc duyệt binh hoàng tráng, màn bắn pháo hoa và hòa nhạc trên khắp cả nước. Cuộc diễu hành đầu tiên của Lực lượng Vũ trang Cách mạng Cuba vào ngày lễ này diễn ra tại Quảng trường Cách mạng vào năm 1960.
Một số cộng đồng người Cuba lưu vong như ở Miami, nơi có nhiều người Mỹ gốc Cuba sinh sống, kỷ niệm ngày 20 tháng 5 là ngày lễ quốc gia của họ, ngày Cuba giành được độc lập khỏi Hoa Kỳ, trái ngược với ngày lễ 1 tháng 1. Tổng thống Mỹ Donald Trump từng đưa ra một tuyên bố vào năm 2017 nhưng đã vấp phải sự phản đối từ phía chính phủ Cuba, coi đây là điều "gây tranh cãi" và "lố bịch".